# Cochoa azurea
La cochoa de Java (Cochoa azurea) es una especie de ave de la familia Turdidae. 

Es endémica de Indonesia.

Su hábitat natural son los bosques tropicales de Java.
Está en peligro por la pérdida de su territorio.